# 木谷千種
木谷 千種（きたに ちぐさ、1895年（明治28年）2月17日 - 1947年（昭和22年）1月24日）は、大正時代から昭和時代の日本画家。 

## 来歴
1895年（明治28年）、大阪府大阪市北区堂島の唐物雑貨商を営む吉岡政二郎の娘として生まれる。本姓は吉岡、本名英子。幼くして母を失った後、12歳の時に渡米し2年間シアトルで洋画を学んでいる。1909年（明治42年）に帰国、帰国後の大阪府立清水谷高等女学校在学中より深田直城に師事して花鳥画を学んだ。同年7月の北の大火（天満焼け）により罹災して堂島の自宅を焼失した。そのため女学校卒業間際に東京に移住し、1913年（大正2年）から2年ほど日本画家の池田蕉園に師事している。
吉岡千種の名前で1912年（明治45年・大正元年）の第6回文展に出品した「花譜」で初入選を果たした。1915年（大正4年）に再び関西に戻り池田室町に住む叔父の吉岡重三郎のもとに寄寓した。この叔父は小林一三を助け、宝塚少女歌劇団の創立や阪急電鉄の発展などに尽力した人物で、千種はこういったモダンな環境のもとで、本格的な絵画活動を行っていたようであった。帰阪してからの千種は野田九浦と北野恒富の指導を仰いで美人画などを学び、第1回大阪美術展覧会に「新居」を出品した。また、1916年（大正5年）には島成園、松本華羊、岡本更園とともに「女四人の会」を結成して井原西鶴の『好色五人女』を題材とした展覧会を大阪で開催した。1915年の第9回文展入選作「針供養」、1918年（大正7年）の第12回文展入選作「をんごく」などを発表して注目を集め、後に文展無鑑査決定を得ることとなる。1918年には京都に居を移し、翌年には竹内栖鳳の紹介により菊池契月の門を叩いた。千種は同門の梶原緋佐子、和気春光とともに「契月塾の三閨秀」と呼称された。
1920年（大正9年）4月に近松門左衛門研究家の木谷蓬吟と結婚してからは再び帰阪し、美人画だけではなく文楽や歌舞伎を題材とした作品も多く手掛けるようになり、1925年（大正14年）の第6回帝展入選作「眉の名残」、1926年（大正15年）の第7回帝展入選作「浄瑠璃船」、1929年（昭和4年）の第10回帝展入選作「祇園町の雪」などの主として女性を題材とした作品の発表を重ねて文展、帝展併せて通算12回の入選を果たしている。また、夫蓬吟の著作「解説註釈大近松全集」の装丁や蓬吟が発行、編集を務めた郷土趣味雑誌「大阪人」の表紙絵を描くなどして夫を支えた。
千種は画塾の「八千草会」や「千種会」を大阪の自宅に設立して後進の女流画家たちの育成、指導ならびに地位向上を目指すとともに、千種会展や大阪女流展を開催して門弟に作品の発表の場を与えた。そこでは千種自身も作品を出品している。1947年（昭和22年）1月24日、大阪府南河内郡にて死去した。 51歳没。

## 作品
- 「踊り」木版画 西村版

### ギャラリー

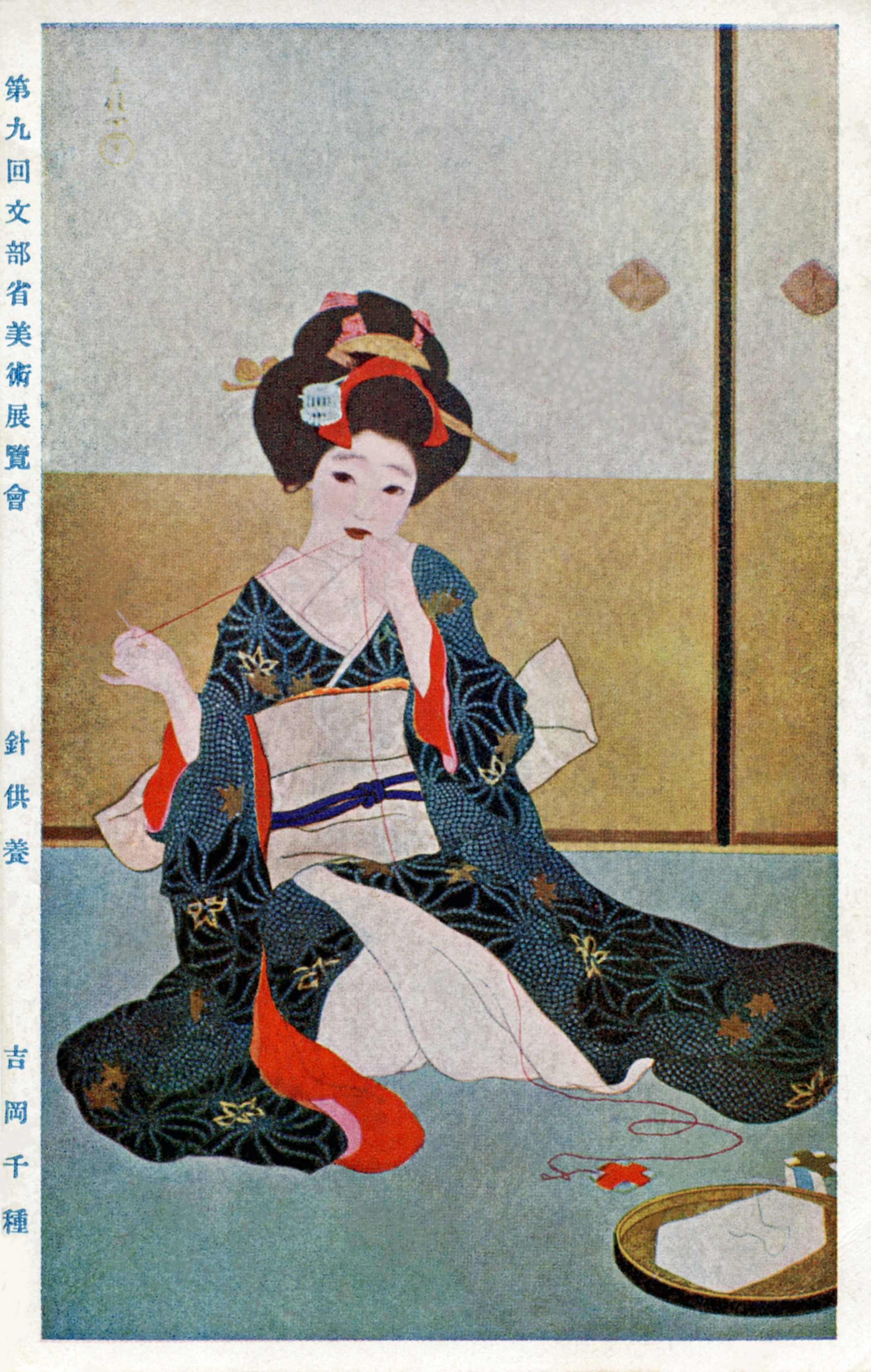
「針供養」絵葉書
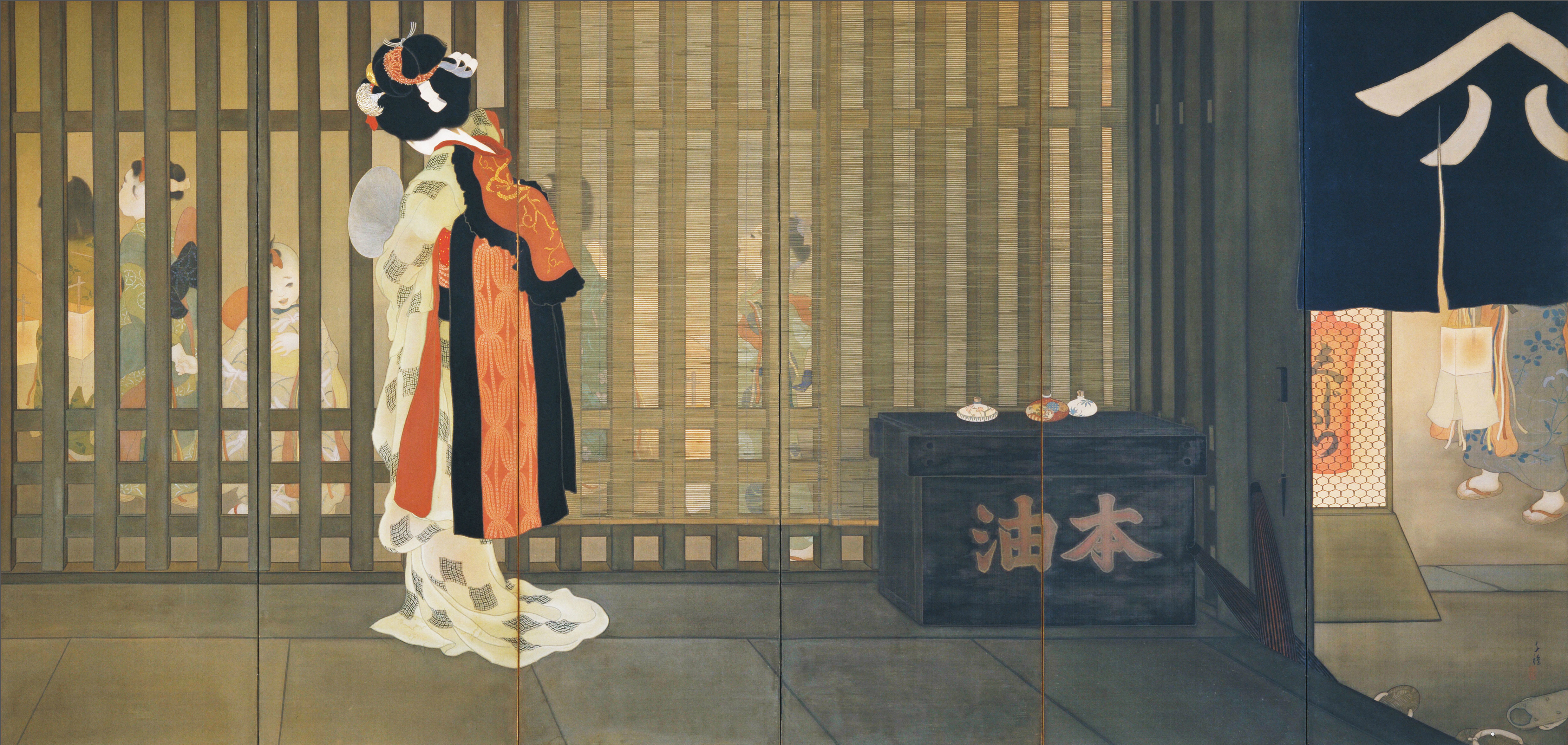
「をんごく」
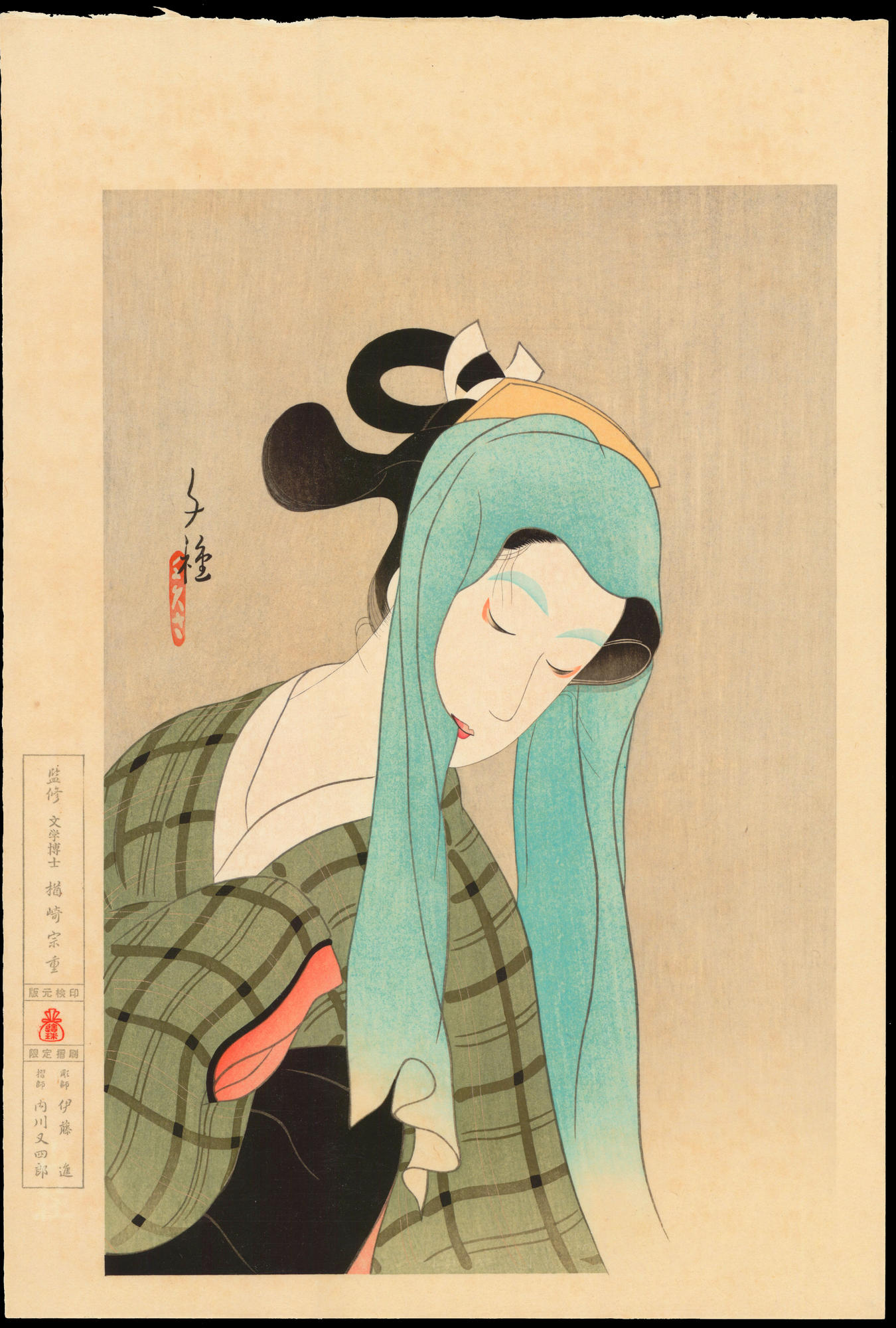
木谷蓬吟編『大近松全集』より「心中宵庚申」のお千代、木版
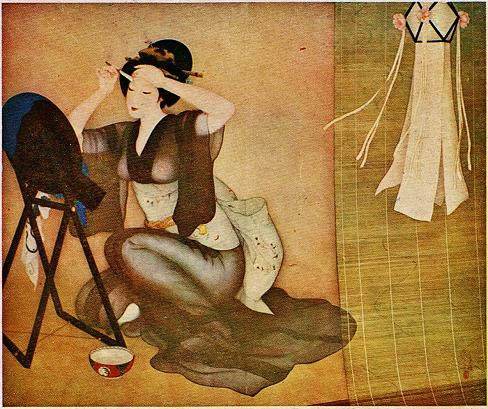
「眉の名残」
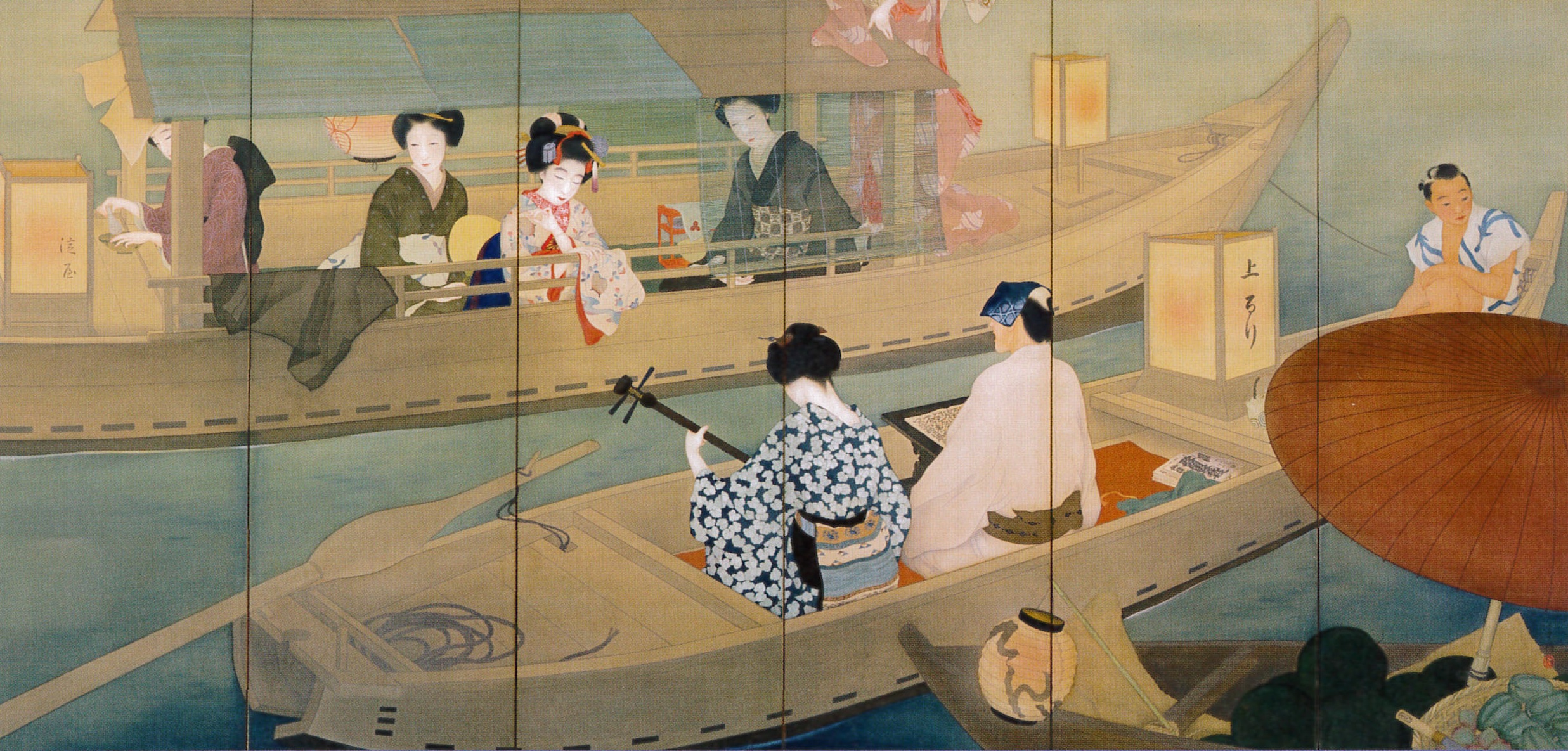
「浄瑠璃船」
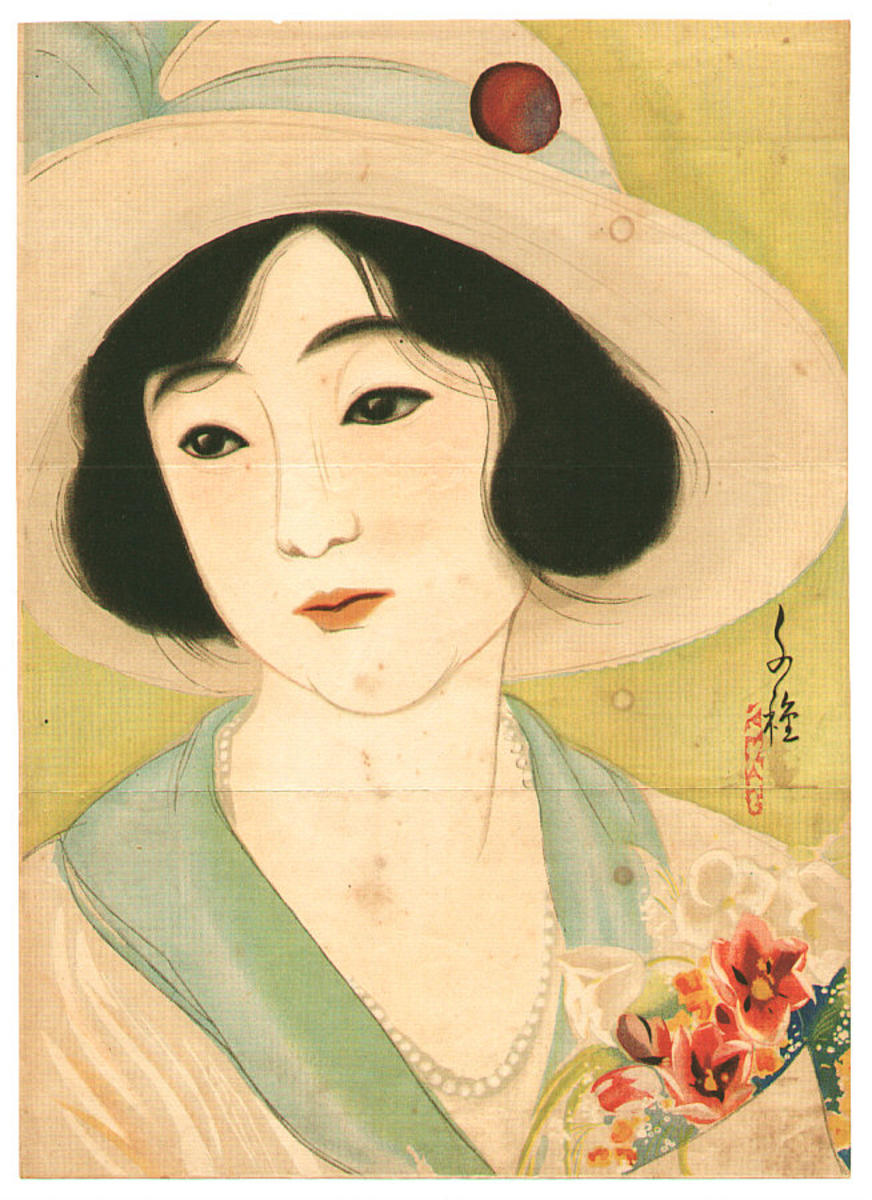
口絵、リトグラフ
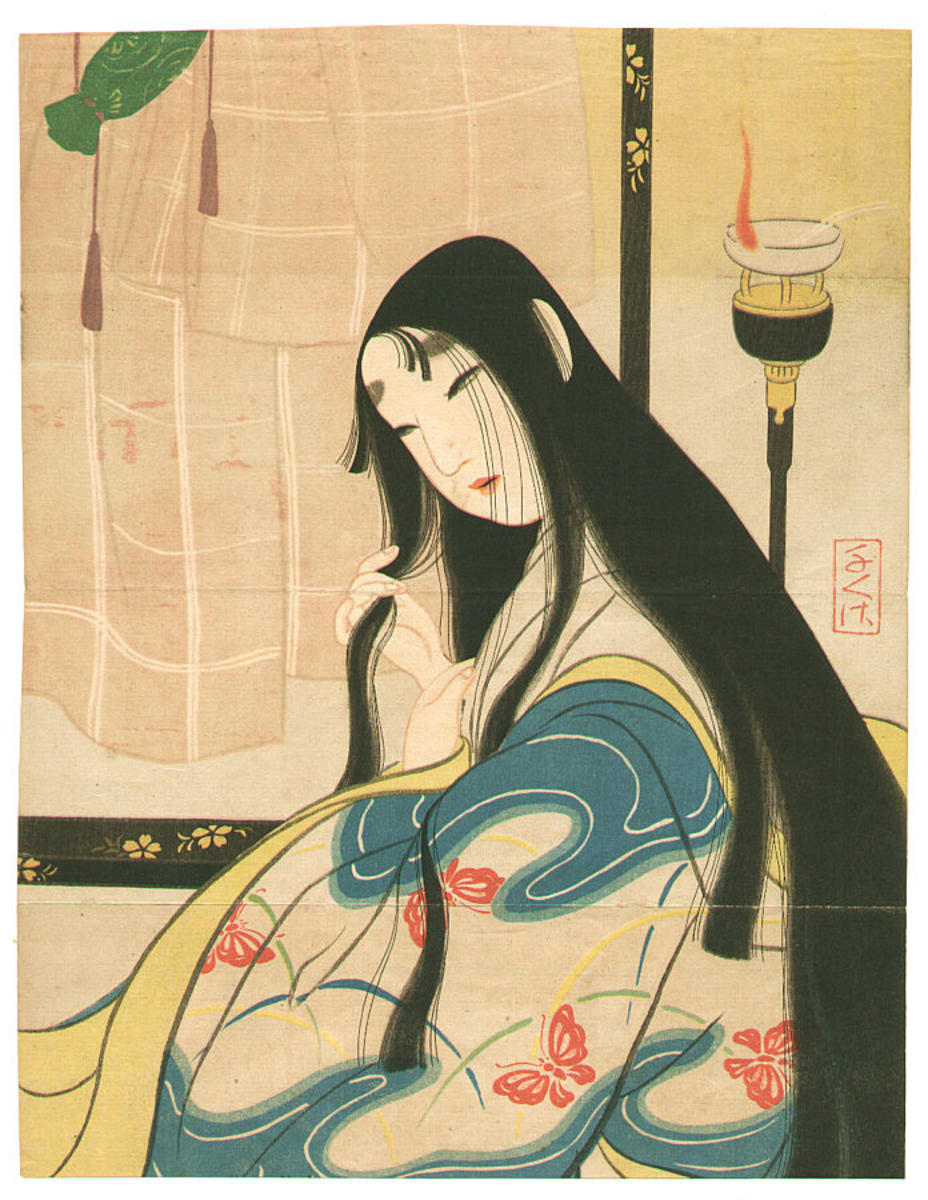
口絵、リトグラフ
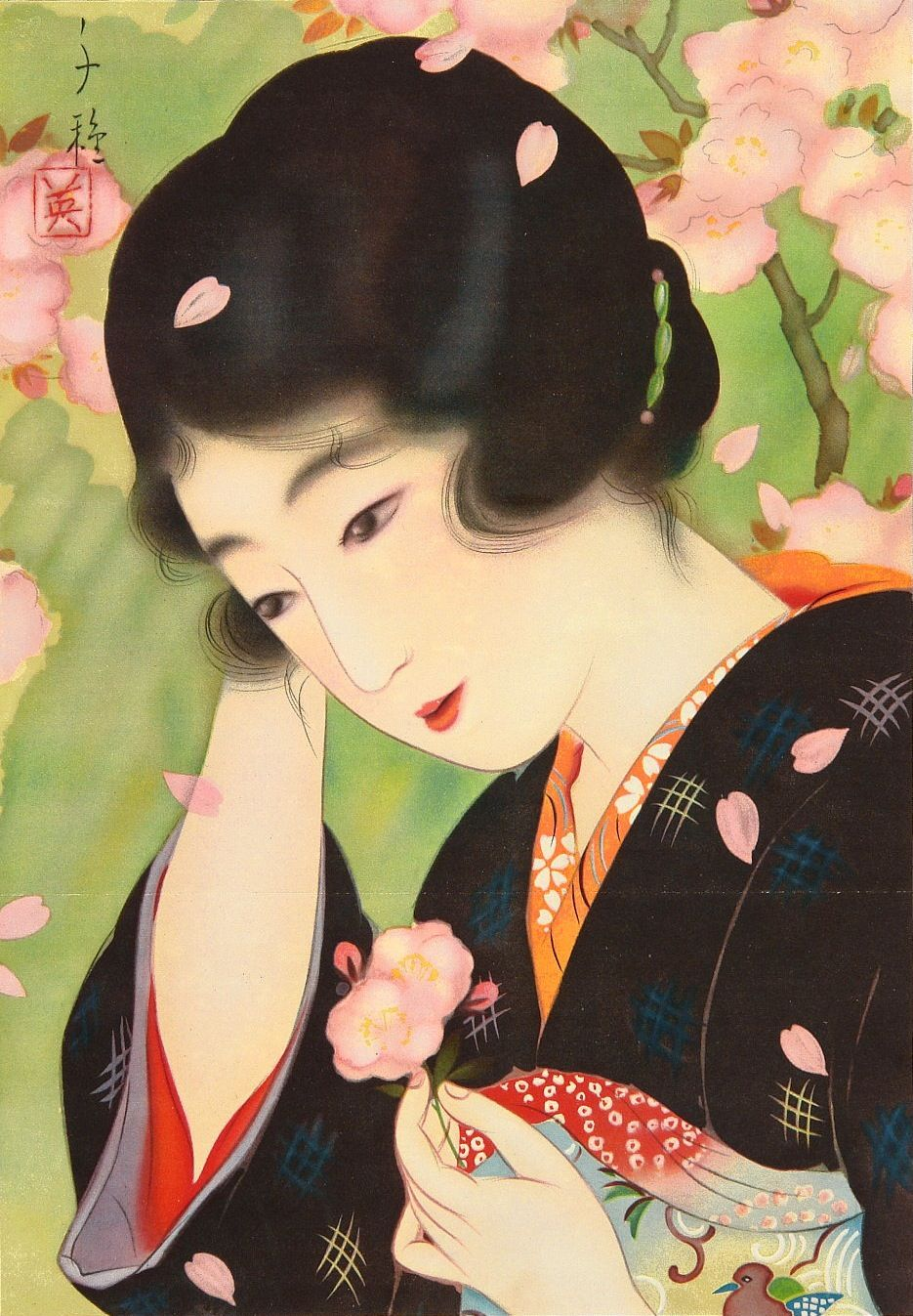
口絵、リトグラフ